# Morelos Open presentado por Metaxchange 2023
Il Morelos Open presentado por Metaxchange 2023 è stato un torneo maschile di tennis giocato sul cemento. È stata la 9ª edizione del torneo, facente parte della categoria Challenger 75 nell'ambito dell'ATP Challenger Tour 2023. Si è giocato al Racquet Club Cuernavaca di Cuernavaca, in Messico, dal 17 al 23 aprile 2023.

## Partecipanti

### Teste di serie
| Nazionalità | Giocatore              | Ranking* | Testa di serie |
| ----------- | ---------------------- | -------- | -------------- |
| Australia   | James Duckworth        | 115      | 1              |
| Svizzera    | Antoine Bellier        | 168      | 2              |
| Argentina   | Thiago Agustín Tirante | 186      | 3              |
| Austria     | Maximilian Neuchrist   | 192      | 4              |
| Francia     | Antoine Escoffier      | 193      | 5              |
| Argentina   | Renzo Olivo            | 203      | 6              |
| Canada      | Alexis Galarneau       | 229      | 7              |
| Argentina   | Juan Pablo Ficovich    | 231      | 8              |

* Ranking al 10 aprile 2023.

### Altri partecipanti
I seguenti giocatori hanno ricevuto una wild card per il tabellone principale:
- Rodrigo Pacheco Méndez
- Bernard Tomic
- Daniel Vallejo

Il seguente giocatore è entrato in tabellone come alternate:
- Beibit Zhukayev

I seguenti giocatori sono passati dalle qualificazioni:
- Marius Copil
- Matías Franco Descotte
- Mark Lajal
- Christian Langmo
- Naoki Nakagawa
- Luke Saville

## Punti e montepremi
| Torneo    | Torneo              | V      | F     | SF    | QF    | 2T    | 1T  | Q | Q2  | Q1  |
| Singolare | Punti               | 75     | 50    | 30    | 16    | 7     | 0   | 4 | 2   | 0   |
| Singolare | Premi in denaro ($) | 10,840 | 6,355 | 3,780 | 2,200 | 1,300 | 780 | – | 390 | 200 |
| Doppio    | Punti               | 75     | 50    | 30    | 16    | –     | 0   | – | –   | –   |
| Doppio    | Premi in denaro ($) | 4,645  | 2,700 | 1,630 | 965   | –     | 545 | – | –   | –   |

## Campioni

### Singolare
Thiago Agustín Tirante ha sconfitto in finale  James Duckworth con il punteggio di 7–5, 6–0.

### Doppio
Skander Mansouri /  Michail Pervolarakis hanno sconfitto in finale  Benjamin Lock /  Rubin Statham con il punteggio di 6–4, 6–4.